# Terremoto dell'Appennino tosco-emiliano
Il terremoto dell'Appennino tosco-emiliano è stato un evento sismico verificatosi nel 1918 al confine tra l'Emilia-Romagna e la Toscana.

## Eventi sismici
Il sisma si verificò il 10 novembre 1918, alle ore 15:12, e fece registrare una magnitudo momento di 5.9 ed un'intensità pari al IX della scala Mercalli. L'epicentro è stato localizzato nei pressi di Santa Sofia, circa 35 km a sud-ovest di Forlì e 55 km ad est di Firenze, al confine tra l'Emilia-Romagna e la Toscana; pochi mesi dopo, sul versante opposto e precisamente nella valle del Mugello, si verificherà il terremoto del Mugello del 1919. È da ricordare che il circondario di Rocca San Casciano, che ricomprendeva il centro di Santa Sofia, fino al 1923 era inglobato nella provincia di Firenze mentre successivamente a quella data fu annesso alla provincia di Forlì-Cesena.
Il terremoto non fu oggetto di studi sismologici specifici, sia a causa della perifericità del territorio interessato sia a causa del contesto sociale in cui avvenne, a poche settimane dalla fine della prima guerra mondiale.

## Danni e vittime
Risultò particolarmente colpita l'area della Romagna toscana, ancora afferente alla provincia di Firenze. A Santa Sofia, epicentro del sisma, si verificò il crollo della chiesa parrocchiale che causò 16 vittime. Altre 6 vittime si registrarono nel comune di Bagno di Romagna, di cui una nel capoluogo e le rimanenti nella campagna circostante; ulteriori 3 morti, infine, si verificarono a San Piero in Bagno.